# Marcus Nilson
Marcus Rolf Börje Nilson (Bålsta, 1º marzo 1978) è un ex hockeista su ghiaccio svedese.

## Carriera
In NHL ha indossato le maglie di Florida Panthers (1998/99, 1999-2004) e Calgary Flames (2003/04, 2005-2008).
Ha giocato anche con Djurgårdens IF (1995-1998, 2004/05, 2009-2011), Beast of New Haven (1998/99), Louisville Panthers (1999/2000) e Lokomotiv Yaroslavl (2008/09).

## Palmarès

### Mondiali
- 3 medaglie:
  - 1 argento (Finlandia 2003)
  - 2 bronzi (Svizzera 2009; Germania 2010)